# Montevettolini
Montevettolini è una frazione di Monsummano Terme in provincia di Pistoia.
Il paese consiste ancora oggi nell'antica rocca sulla sommità di un colle, posto al km 4,35 sulla statale 436 in direzione Fucecchio.  
La fortificazione si arrese spontaneamente a Firenze all'inizio del XVI secolo e nel 1597 Ferdinando I de' Medici vi fece costruire la villa medicea di Montevettolini, che inglobò il borgo. La rustica villa-fattoria, a pianta poligonale, faceva capo a un vasto territorio bonificato a cavallo tra Cinque e Seicento. 
In una lunetta di Giusto Utens del Museo di Firenze com'era (1599) si vede la villa dipinta "a volo d'uccello", con accanto la chiesa dei Santi Michele Arcangelo e Lorenzo Martire, con il campanile che un tempo era la porta-torre della rocca, tutt'oggi esistente.
Poco lontano dal paese si trova anche l'oratorio di Santa Maria della Neve, con un pregevole affresco quattrocentesco di scuola pistoiese.

## Monumenti e luoghi d'interesse
- Villa medicea di Montevettolini
- Chiesa dei Santi Michele Arcangelo e Lorenzo Martire
- Oratorio della Madonna della Neve

## Bibliografia

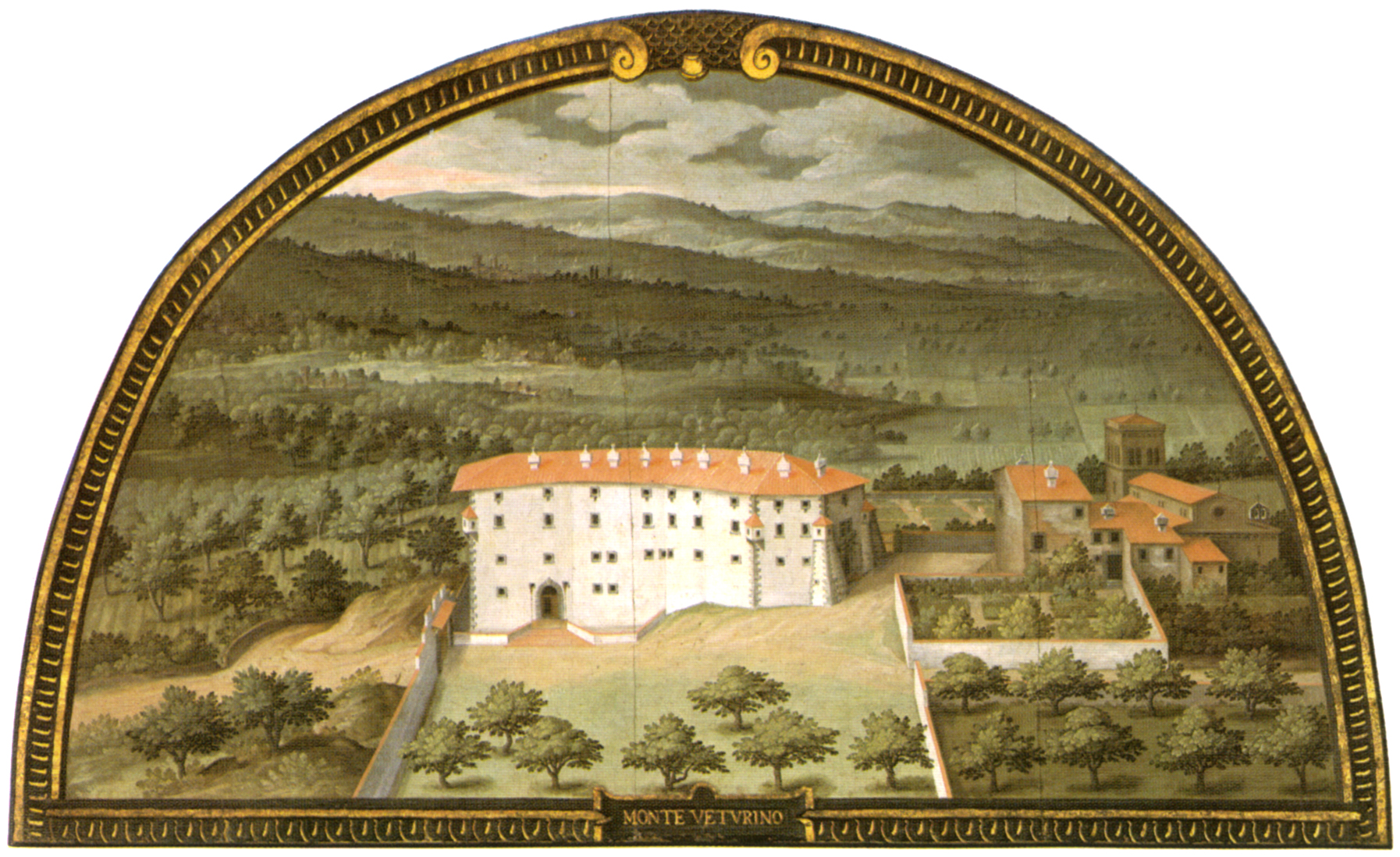
Giusto Utens, Monte Vetturino (1599)
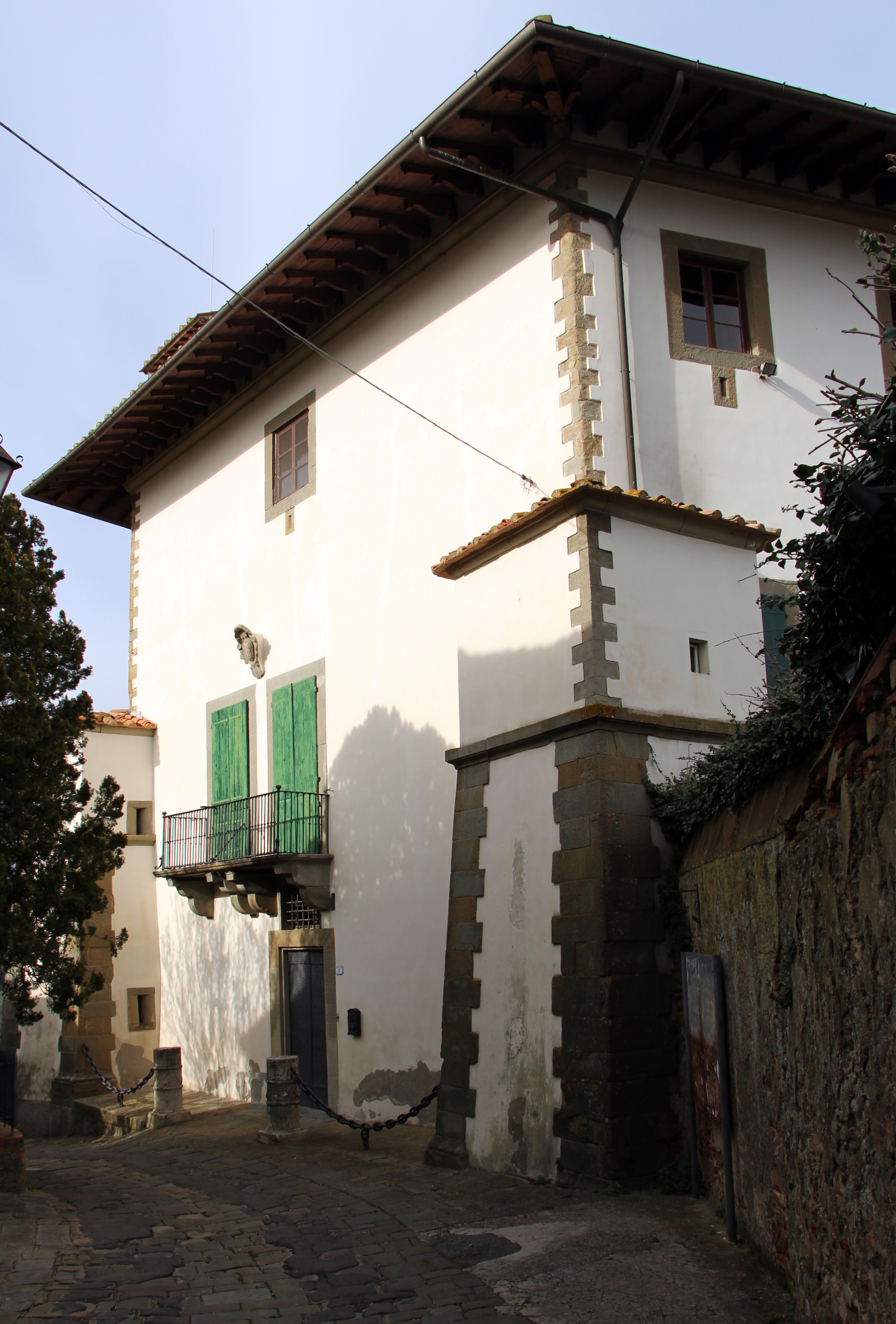
La villa
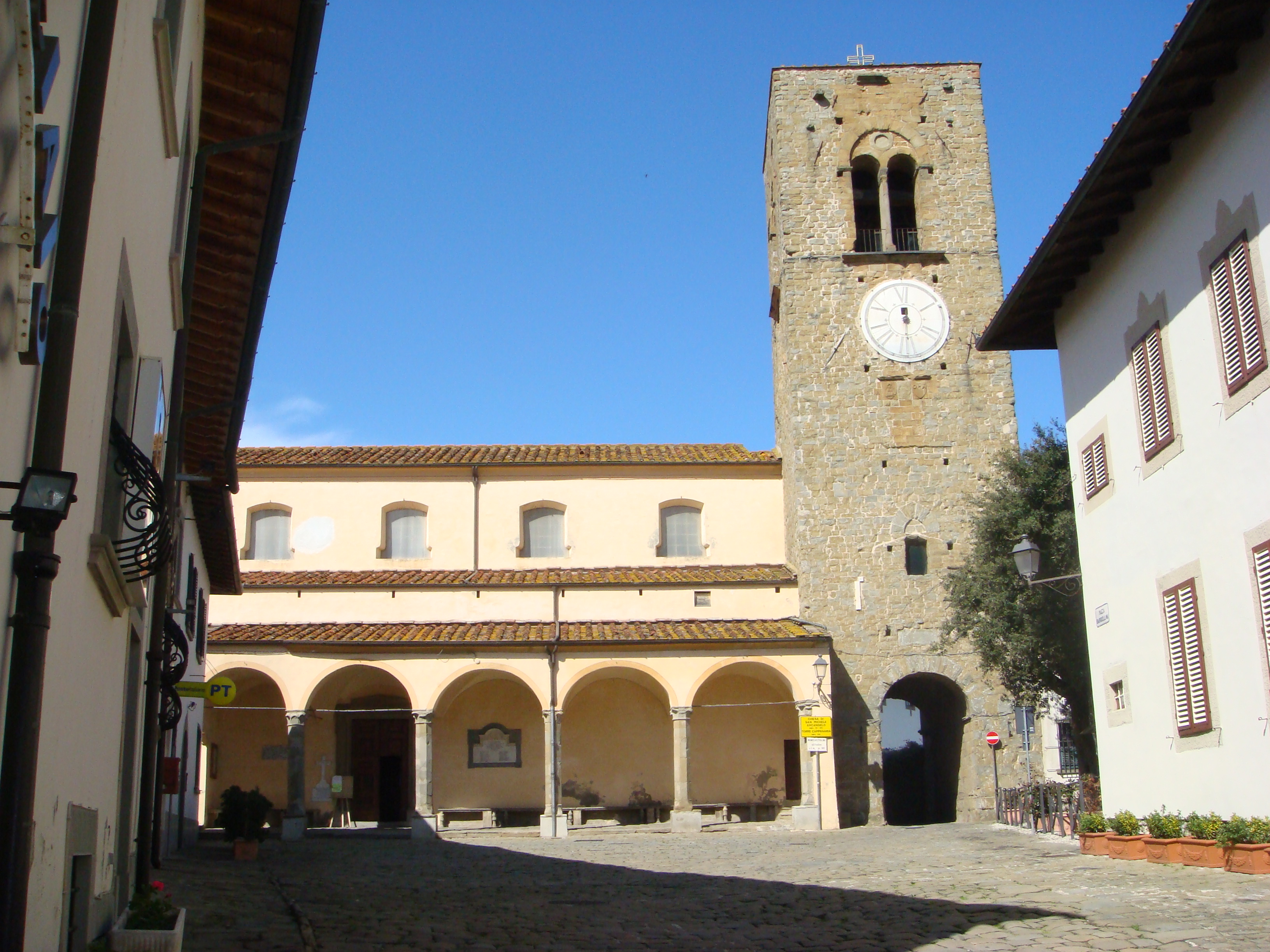
La chiesa del paese
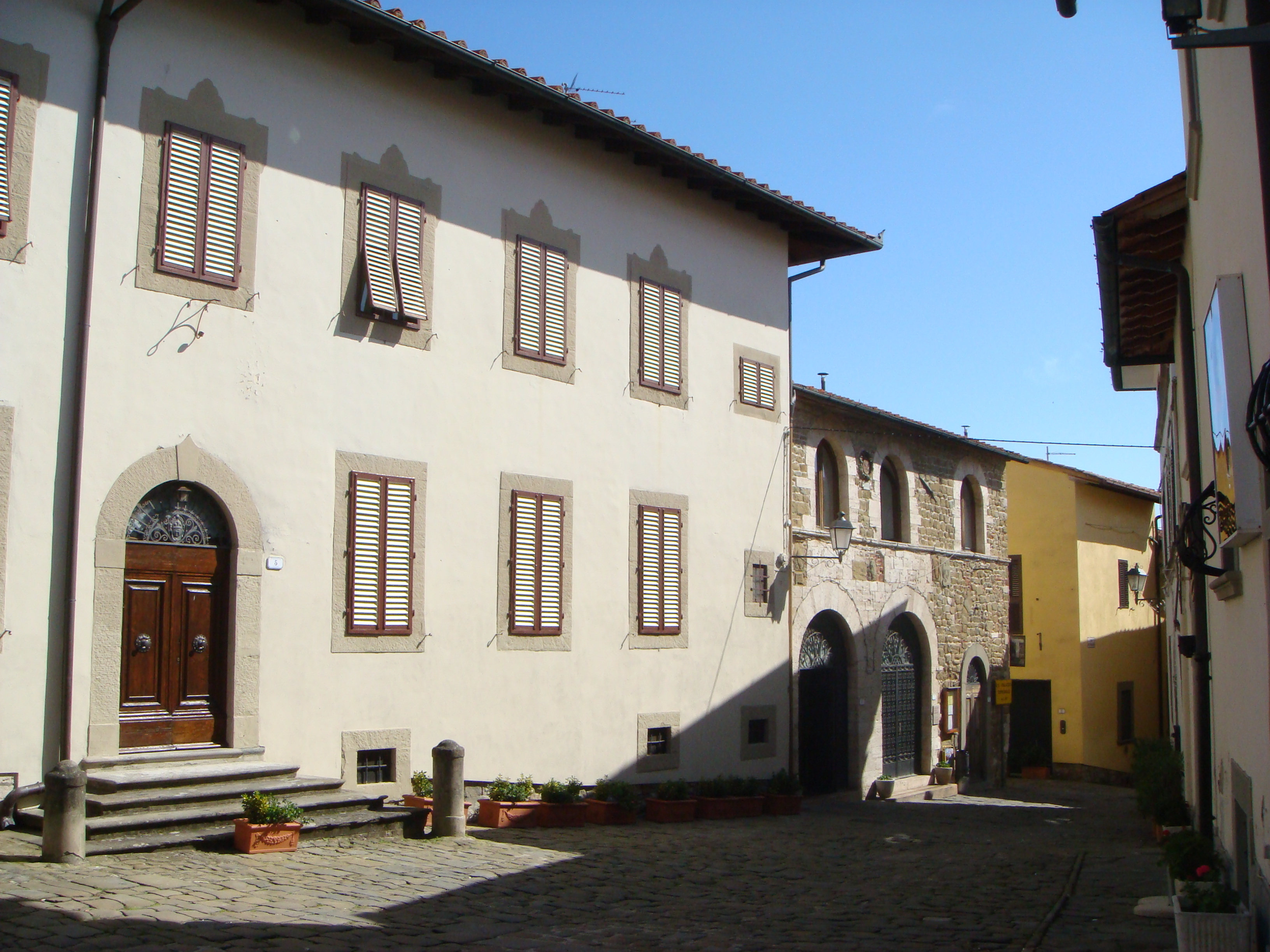
La piazza del paese